# Endelskamptunnel
De Endelskamptunnel is een 673 m lange tunnel van de Hogesnelheidslijn Hannover - Würzburg (kilometer 110,8 tot 111,4) onder de 315 m hoge Endelskamp met de gemeente Dransfeld in Nedersaksen.
De tweesporige tunnelkoker werd tussen januari en september 1984 gebouwd door de Deutsche Bundesbahn. In 1991 was de tunnel gebruiksklaar.
Het traject verloopt recht en stijgend van noord naar zuid met afnemende hellingshoek.
Aan de noordzijde sluit hij met een korte sleuf aan bij de Leinebuschtunnel.